# Dactylobatus
A Dactylobatus a porcos halak (Chondrichthyes) osztályának rájaalakúak (Rajiformes) rendjébe, ezen belül a valódi rájafélék (Rajidae) családjába tartozó nem.

## Tudnivalók
A Dactylobatus-fajok előfordulási területe az Atlanti-óceán nyugati felén van. Ez a porcoshal-nem az Amerikai Egyesült Államokbeli Dél-Karolinától egészen Dél-Brazíliáig található meg. Ezek a porcos halak fajtól függően 32–69 centiméteresek.

## Rendszerezés
A nembe az alábbi 2 élő faj tartozik:
- Dactylobatus armatus Bean & Weed, 1909
- Dactylobatus clarkii (Bigelow & Schroeder, 1958)